# Adolf Friedrich von Schack
Adolf Friedrich von Schack, pintura de Franz von Lenbach, 1875
Adolf Friedrich von Schack, desde 1876, Adolf Friedrich, Conde de Schack (Schwerin, 2 de agosto de 1815 — Roma, 14 de abril de 1894) foi um poeta, historiador da literatura e da arte alemão.

## Biografia
Adolf Friedrich von Schack nasceu na nobre família Schack da Baixa Saxônia. Filho do advogado e mais tarde enviado parlamentar de Mecklenburg, Adam Reimar Christoph von Schack (1780–1852) e sua esposa Wilhelmine, nascida Kossel (1792–1869), em Schelfstadt, que pertencia a Schwerin. Seu local de nascimento está preservado até hoje.
Von Schack passou seus anos escolares em Halle e Frankfurt am Main, onde aprendeu inglês, italiano e espanhol e estudou o idioma persa. Entre 1835 e 1838, viajou bastante pela Suíça, sul da França e Itália. As visitas às galerias italianas despertaram seu interesse pela pintura, que foi aprofundado por encontros com Carl Friedrich von Rumohr.
Entre 1833 e 1838, estudou direito nas universidades de Bonn, Heidelberg e Berlim. Durante esse período, ele também aprendeu sânscrito e árabe. Em seguida, ingressou no serviço público prussiano e nomeado para o Tribunal de Apelação de Berlim. No entanto, logo interrompeu seu trabalho no tribunal para passar quase dois anos viajando pela Grécia, Egito, Espanha e Império Otomano, onde visitou Jerusalém, Damasco e Beirute.
Retornou à Alemanha em 1840, onde trabalhou em Frankfurt am Main como secretário de legação na legação parlamentar de Mecklenburg. Em 1849, foi enviado a Berlim como membro do serviço civil do Grão-Ducado de Oldemburgo. Ocupou esse cargo diplomático até 1852 e depois voltou para sua propriedade em Zülow, em Mecklenburg. Em 1845, mandou construir uma nova mansão em estilo neoclássico tardio no vilarejo vizinho a Zülow.
Em 1852, foi para a Espanha para estudar a história dos mouros e continuar seu interesse pela literatura espanhola.
Em 1856, mudou-se para Munique. Lá, foi nomeado membro honorário da Academia de Ciências da Baviera em 1856. Como patrono, apoiou jovens artistas, como Franz von Lenbach, Hans von Marées, Arnold Böcklin e Anselm Feuerbach, encomendando-lhes ou comprando suas pinturas. Dessa forma, ele construiu uma coleção de cópias de obras de antigos mestres e pinturas originais do século XIX. Embora a tenha legado ao Imperador Guilherme II, a Coleção Schack permanece em Munique e é uma das excelentes galerias daquela cidade.
Sua obra Poesie und Kunst der Araber in Spanien und Sicilien, em particular, é considerada uma importante contribuição para a história da arte e da literatura. Em 1886, grande parte de sua obra foi publicada em Gesammelten Werken (seis volumes). Um ano depois, von Schack publicou sua autobiografia com o título Ein halbes Jahrhundert, Erinnerungen und Aufzeichnungen. Em 1896, seus poemas Nachgelassene Dichtungen foram publicados postumamente.
Schack morreu em Roma, em abril de 1894, aos 78 anos e está sepultado na cripta da família no mausoléu de estilo neogótico construído em 1853 no pátio da igreja em Stralendorf, perto de Schwerin. Embora o mausoléu ainda estivesse sob ameaça de demolição como monumento cultural em 1987, a paróquia, o prefeito e as autoridades de preservação do monumento começaram o trabalho inicial de proteção e restauração em 1991.
O herdeiro de sua propriedade e, portanto, do título de conde foi seu sobrinho Ulrich von Schack.

## Honras
- Schack tornou-se cidadão honorário da cidade de Munique em 1881.
- No distrito de Schwabing, em Munique, a Schackstraße foi batizada com o nome de sua família em 1897.[7]
- A Graf-Schack-Allee, em Schwerin, foi batizada em sua homenagem.
- Uma placa memorial comemora seu local de nascimento na Lindenstraße n.º 9 em Schwerin.

### Ordens e condecorações
- Ordem da Coroa Wêndica, Grande-Oficial[8]
- Medalha de arte e ciência (Mecklenburg-Schwerin)
- Ordem de São João, Cavaleiro da Lei
- Ordem da Coroa de Ferro da Áustria, Cavaleiro, Segunda Classe
- Ordem de São Miguel, Grã-Cruz
- Ordem Maximiliana da Baviera para Ciência e Arte
- Ordem de Carlos III, Comendador de Número, Primeira Classe
- Ordem de Isabel a Católica, Comendador de Número (Grande-Oficial)
- Ordem Nacional da Legião de Honra, Cavaleiro
- Ordem do Salvador, Grande-Oficial
- Ordem do Leão de Zähringer, Cavaleiro, Primeira Classe
- Ordem de Luís, Comendador, Segunda Classe
- Ordem de Pedro Frederico Luís, Grã-Cruz
- Ordem do Sol e o Leão (em brilhantes)
- Ordem da Glória (em brilhantes)
- Ordem dos Medjidie, Segunda Classe

## Publicações (seleção)

### Poemas e dramas
- Gedichte. Hertz, Berlim 1866. (versão digitalizada)
- Durch alle Wetter. Romance em versos. Hertz, Berlim 1870. (versão digitalizada)
- Die Pisaner. Hertz, Berlim 1872. (versão digitalizada)
- Das erste Liebeswort (1867)
- Der Kaiserbote. Wild, Munique 1871. (versão digitalizada)
- Cancan. Comédia em cinco atos. Brockhaus, Leipzig 1873. (versão digitalizada)
- Ebenbürtig. Romance em versos. Cotta, Stuttgart 1876. (versão digitalizada)
- Heliodor. Poema dramático. Cotta, Stuttgart 1878. (versão digitalizada)
- Lotosblätter Novos poemas. Cotta, Stuttgart 1883.
- Memnon. Eine Mythe. Cotta, Stuttgart 1885. (versão digitalizada)
- Walpurga e Der Johanniter. Duas tragédias. Cotta, Stuttgart 1887.
- Gesammelte Werke (6 volumes, 1883)
- Nachgelassene Dichtungen. Publicado por G. Winkler. Cotta, Stuttgart 1896. (versão digitalizada)

### História da arte e da literatura
- Geschichte der dramatischen Literatur und Kunst in Spanien. Frankfurt a. M., Baer. 3 volumes, 1845–1846. (versão digitalizada volume 1), (volume 2), (volume 3), (Suplementos digitalizados)
- Poesie and Kunst der Araber in Spanien und Sicilien. Hertz, Berlim 1865. (versão digitalizada volume 1), (volume 2)

### Traduções
- Spanisches Theater (1845)
- Épica dos Reis. Pela primeira vez traduzido metricamente do persa, juntamente com uma introdução sobre o épico iraniano. Editora de Wilhelm Hertz, Berlim 1851.
- Epische Dichtungen von Firdusi […]. 2 volumes. Berlim 1853
- Heldensagen von Firdusi. 2., edição ampliada. Berlim 1865 (versão digitalizada).
- Stimmen vom Ganges (1857)
- Embora von Schack em suas Erinnerungen não mencione nada disso, Susanne Schmid e Michael Rossington o identificaram em seu livro The Reception of P. B. Shelley in Europe (Bloomsbury Publishing, 2008, p. 342) como o tradutor por trás do pseudônimo “Felix Adolphi” da tragédia em cinco atos de Percy Bysshe Shelley, Os Cenci.[9]

### Autobiográficas
- Ein halbes Jahrhundert. Erinnerungen und Aufzeichnungen (3 volumes, 1888), versão digitalizada volume 1, versão digitalizada volume 2, versão digitalizada volume 3.
- Meine Gemäldesammlung (1894), versão digitalizada.